# 中日本航空
中日本航空株式会社（なかにほんこうくう、英称:Nakanihon Air Service Co.,Ltd.）は、愛知県西春日井郡豊山町に本社を置く大手の産業航空会社。略称はNNK。
本社を置いている県営名古屋空港を拠点に自社保有の飛行機・ヘリコプターを日本全国で運航しており、航空事業・調査測量事業を手掛ける。名鉄グループ傘下。

## 概要

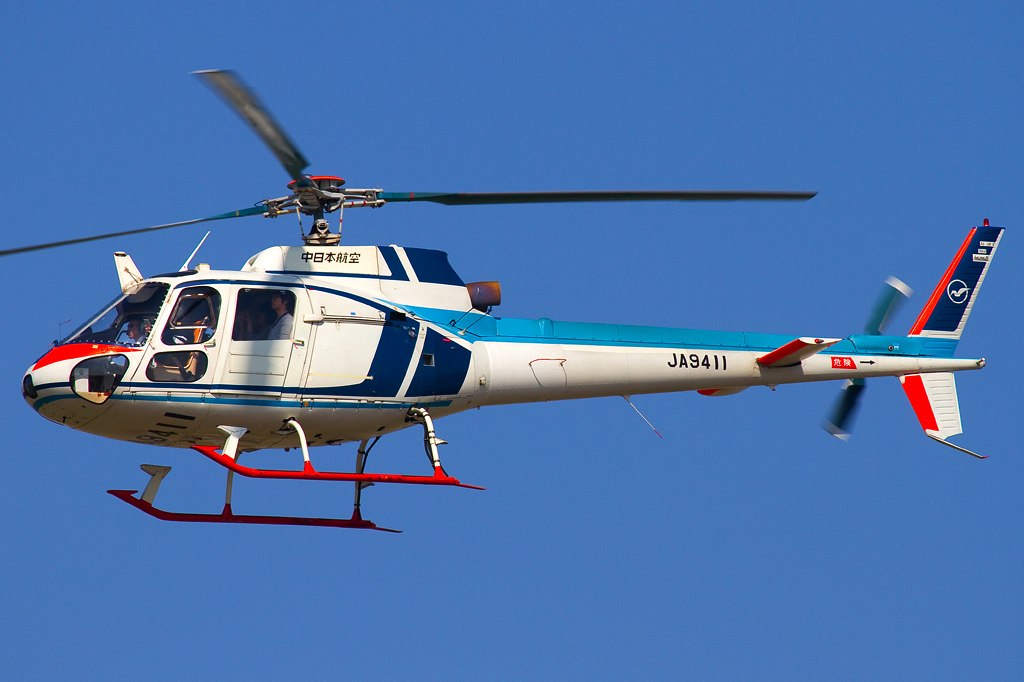
中日本航空のAS 350

小型飛行機・ヘリコプターなど70機を保有し、運送事業・使用事業として航空機を運航している。1984年に日本の事業会社として初めて救急医療専用ヘリコプターの運航を開始して以来ドクターヘリ運航のパイオニアである。2017年4月現在、ドクターヘリ運航箇所数は国内最多。また各県に配備されている防災ヘリコプターの運航や、機体搭載用の専用ストレッチャーを備えた小型固定翼機による患者輸送（メディカル・ウイング）、脳死ドナーから提供された移植用臓器の搬送など、EMS事業に積極的に参加している。このほか、テレビ局の報道取材ヘリの運航、遠隔地への物資輸送、旅客輸送、イベント輸送等を全国で行っている。
その他、航空機を使用した写真撮影やレーザー計測などの調査・測量事業なども手掛けている。

### 事業所ほか
- 事業本部所在地
  - 航空事業本部 - 愛知県西春日井郡豊山町大字豊場字殿釜2番地
  - 調査測量事業本部 - 愛知県西春日井郡豊山町豊場若宮17-1
- 支社・支店
  - 東京支社、新潟支店、静岡支店、名古屋支店、岐阜支店、三重支店、大阪支店、広島支店
- 運航所
  - 丘珠運航所、東京運航所、静岡運航所、長野運航所、新潟運航所、小松運航所、八尾運航所、広島運航所、沖縄運航所、石垣運航所
- 基地
  - 青森県防災基地、福島県防災基地、石川県防災基地、伊勢湾基地、三重県防災基地、広島県防災基地

## 沿革
第二次世界大戦後は日本において一切の航空事業が禁止されていたが、サンフランシスコ平和条約が発効し航空事業が本格的に解禁された1952年以降、航空会社が次々と誕生した。
江南市で鉄工所を営んでいた青山利光（初代社長）は、太平洋戦争で生き残ったパイロット経験者を集め、セスナ式170B型を2機保有する会社を設立した。なお、設立当初の小牧飛行場（現・県営名古屋空港）は在日米軍の管理下にあったが、基地内に設けた仮テント式の基地からの出発となった。1960年3月に名古屋鉄道と中日新聞社が資本参加したほか、1963年1月に全日本空輸（全日空）からDC-3型機2機を購入し、定期路線の運航を本格的に開始した。
しかし、東海道新幹線の開通による影響で名古屋 - 東京路線の運航が困難になったことから、定期路線の人員と機材を全日空へ譲渡し、ヘリコプター部門に力を入れ始めた。1964年にシコルスキー式S62A型によって北アルプスの穂高岳山荘へ物資輸送を行なったのをきっかけに、ヘリコプターによる物資輸送の事業が本格的に始まった。1969年に航空による漁業パトロールがヘリコプターから小型飛行機に切り替わったのを機にこの分野にも関わり、1980年9月からセスナ式404型機を使用し、東北・北海道の沖合1,000kmの東経155度線にまでにおよぶ取締りを行った。
マイカー時代の到来と共に各ラジオ局で始まった交通情報では空から各地の状況を即時に伝えるシステムが人気を博し、1970年から3年以上にわたって行われた。
1971年にアメリカからフェアチャイルドK-22を購入し、航空測量事業が本格化した。翌1972年にはスイス・ウイルド社の航測カメラRC-10を導入した。また、ジルコ社が開発した国産第1号の赤外線スキャナを利用して火力発電所の調査を行い、リモートセンシングの第一人者として温排水調査や地熱調査をしばらくの間独占した。
1984年（昭和54年）4月 - 日本の事業会社で初めて「ヘリコプター救急搬送業務」を開始した。現在のドクターヘリの基礎を築く。
1988年、地方都市間を結んでいる定期路線（コミューター路線）の全てを名古屋鉄道と全日空が共同で設立した新会社「中日本エアラインサービス」（後・エアーセントラル）へ移管し、定期路線からは撤退した。
2006年（平成18年）1月より本社第二格納庫の建設作業が行われ、9月より運用が開始された。
2010年（平成22年）12月 - 大学共同利用機関法人情報・システム研究機構「国立極地研究所」の業務で、第52次南極地域観測隊へ、ヘリコプター・パイロット・整備士を派遣。南極大陸で物資・人員輸送を行った。
2015年（平成27年）4月 - 商品販売事業本部を名鉄協商株式会社へ譲渡した。
2015年（平成27年）6月 - 県営名古屋空港に飛来した「ソーラーインパルス2」の機体およびスタッフの日本滞在を24時間体制でサポートした。
2019年（令和元年） - 本社第一格納庫の建て替え工事が行われ、翌年2020年より運用が開始。
2023年4月（令和5年） - 3月31日をもって、ファーストエアートランスポート株式会社の保有する株式、運用する機体及び格納庫を買収した事を発表した。

## 機材

### 運用中の機材
現在使用（運航）中の航空機。EMS、旅客輸送（貸切）、報道取材、測量・空撮、貨物輸送、教育・訓練、遊覧、農林水産等に使用。

#### 飛行機

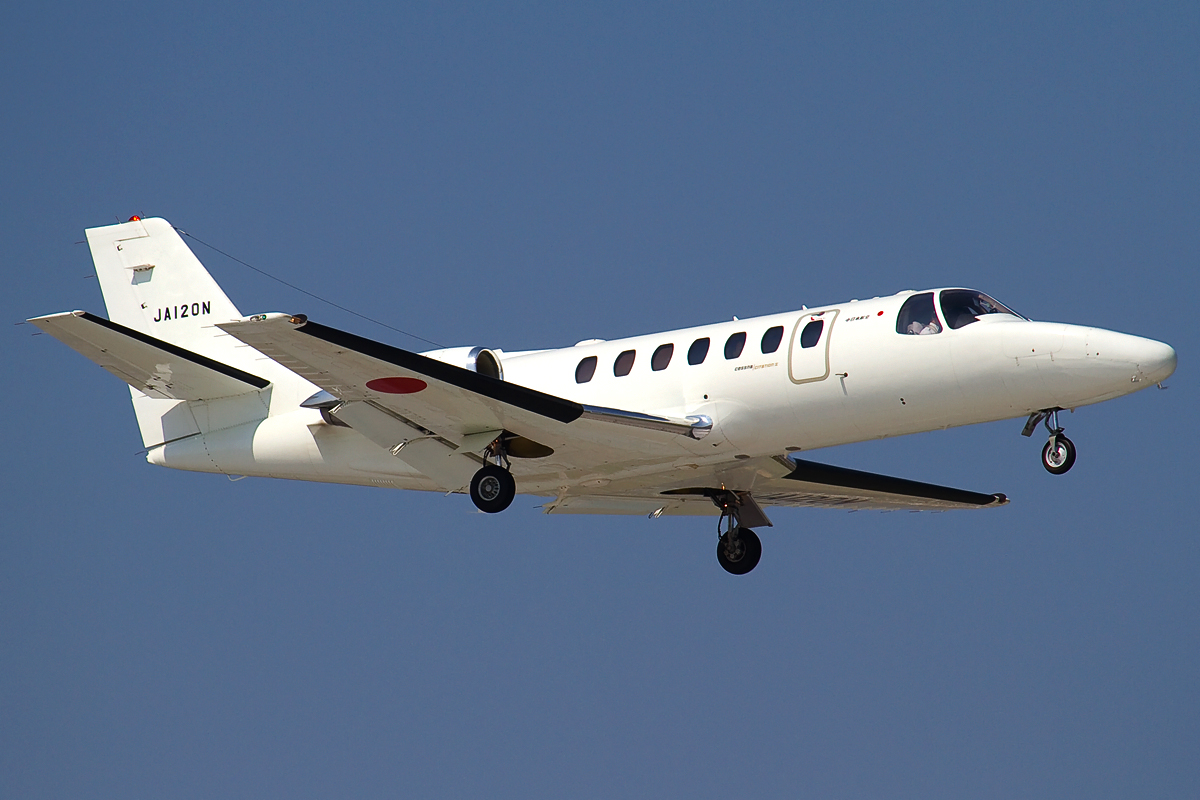
中日本航空の所有する Cessna C560

- セスナ C560
- セスナ 208・208B
- ビーチクラフト B200

#### ヘリコプター
- アエロスパシアル AS332L/L1
- アエロスパシアル AS350B/B1/B2/B3
- アエロスパシアル AS355F2/N
- アエロスパシアル AS365N2
- アグスタウエストランド AW139[6][7]
- ベル 412EP
- ベル 430
- ベル 429
- 富士 ベル204B-2
- ユーロコプター EC135P1/P2/P2+
- ヒューズ（現ボーイング）369E

### かつて使用した機材
現在は運航していないが、過去に使用したことのある航空機。

#### 飛行機
- グラマン G21-A
- デ・ハビランド 104-5A
- ダグラス DC-3
- 日本航空機製造 YS-11（1964年東京オリンピックで聖火を運んだ試作2号機）
- セスナ 172B/C/E/H/K
- セスナ 177
- セスナ 182P
- セスナ 402/B
- セスナ T303
- セスナ 404
- セスナ TU206F
- セスナ TU206G
- セスナ 172P
- ガルフストリーム・コマンダー695

#### ヘリコプター
- ベル 206B
- シコルスキー S62A
- 川崎 ベル47 G3B-KH4/2/2A
- 三菱 シコルスキーS-55C
- 富士 ベル204B
- ヒューズ 269
- ベル 47-G5/G4A
- ヒラー・エアクラフト（英語版） UH12E/ソロイ
- ベル 212
- ベル 206L-1
- ベル 427
- シュド SE3160アルエットIII
- 川崎 BK117B-1
- アエロスパシアル AS365N
- アエロスパシアル SA315/ラマ
- シコルスキー S76B
- アグスタ A109K2
- ベル 214B

## 委託運航

### 消防防災ヘリコプター

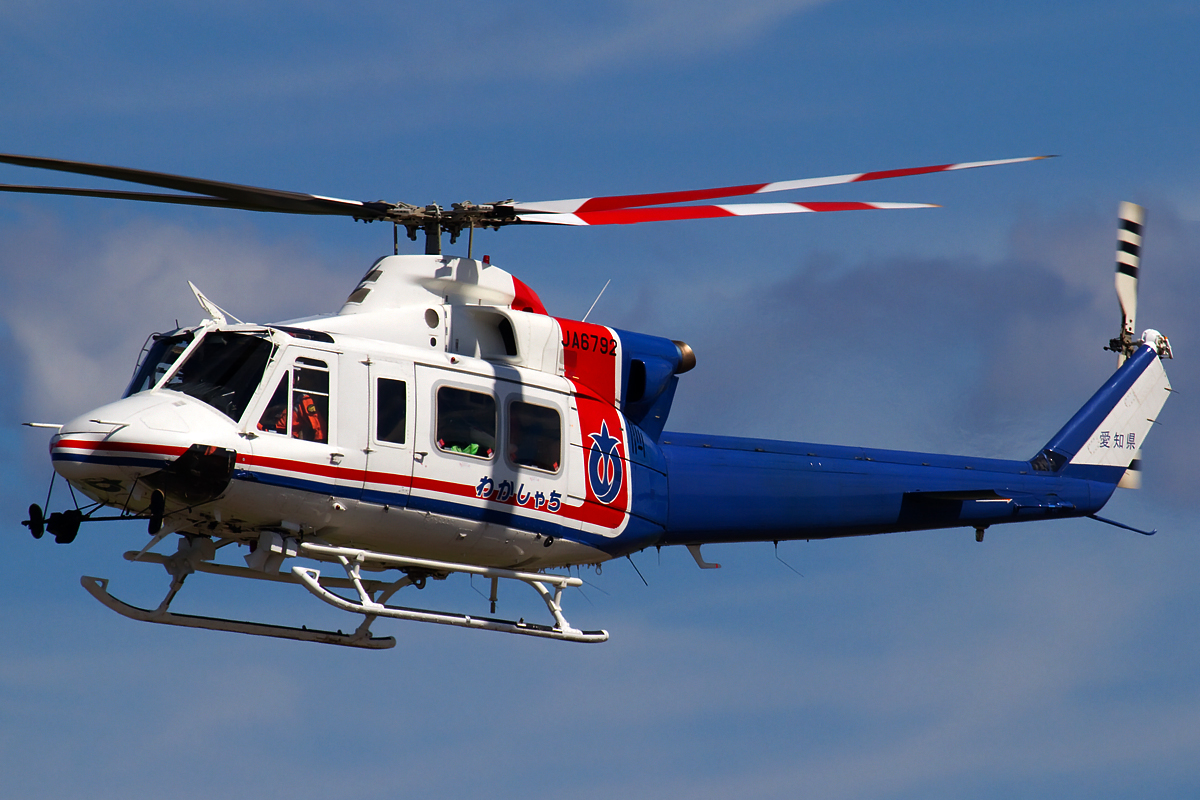
愛知県防災航空隊 Bell412EP

- 都道府県が運用する消防防災ヘリコプターの運航受託を行う。
  - 青森県防災航空隊（青森空港）
  - 福島県消防防災航空隊（福島空港）
  - 石川県消防防災航空隊（小松空港）
  - 三重県防災航空隊（津市伊勢湾ヘリポート）
  - 広島県消防防災航空隊（広島ヘリポート）

### ドクターヘリ
- 北海道（道東、市立釧路総合病院）
- 青森県（青森県立中央病院・八戸市立市民病院）
- 岩手県（岩手医科大学附属病院）
- 福島県（福島県立医科大学附属病院）
- 長野県
  - 信州ドクターヘリ佐久（佐久医療センター）
  - 信州ドクターヘリ松本（信州大学医学部附属病院）
- 石川県（石川県立中央病院）
- 静岡県（静岡県西部、聖隷三方原病院）
- 愛知県（愛知医科大学病院）
- 三重県（三重大学医学部附属病院・伊勢赤十字病院）
- 愛媛県（愛媛県立中央病院、愛媛航空と共同運航）
- 広島県（広島大学病院）

### 報道取材
東京ヘリポート
- テレビ東京

長野ヘリポート
- 長野放送

静岡ヘリポート
- 静岡第一テレビ
- テレビ静岡

県営名古屋空港
- 東海テレビ放送
- 中京テレビ放送
- CBCテレビ
- 名古屋テレビ放送

八尾空港
- 讀賣テレビ放送

広島ヘリポート
- 広島テレビ放送
- 広島ホームテレビ
- テレビ新広島

## 事故・インシデント
- 1974年
  - 3月17日 - 和歌山県東牟婁郡古座川町で資材運搬を行っていた川崎ベル47G3B-KH4（JA7510）が着陸する際に操縦系統の不具合により、ヘリポートを逸れがけに接触して墜落、大破した。機長が重傷を負った。
  - 5月27日 - 岐阜県吉城郡宮川村で肥料撒布を行っていたSA316BアルウェットIII（JA9074）がエンジントラブルにより不時着、大破した。
  - 6月6日 - 静岡県袋井市で薬剤撒布を行っていた川崎ベル47G3B-KH4（JA7473）が離陸時に干してあった機体カバーを巻き込み不時着、中破した。
- 1975年8月1日 - 岩手県上閉伊郡宮守村で農薬撒布を行っていた川崎ベル47G3B-KH4（JA7543）が送電線に接触して不時着、中破した。
- 1976年
  - 4月15日 - 石川県石川郡吉野谷村で建設中の白山スーパー林道の視察飛行を行っていたセスナ172L（JA3574）が、樹木に接触して墜落、大破した。機長、同乗者3名が重傷を負った。
  - 6月6日 - 広島県佐伯郡五日市町で薬剤撒布を行っていた川崎ベル47G3B-KH4（JA7400）が、異物によりタンク内の薬剤が偏ったことで操縦不能となり墜落、大破した。機長は軽傷を負った。
  - 6月28日 - 新潟県佐渡郡金井町で薬剤撒布を行っていたヒューズ269C（JA7580）が、送電線に接触、中破したがヘリポートへ帰還した。
- 1977年
  - 2月11日 - 静岡県磐田市で資材運搬を行っていた富士ベル204B（JA9018）が、桁の疲労破壊により垂直尾翼の一部が脱落したため、操縦不能となり墜落、大破した。
  - 11月5日 - 石川県七尾市へ移動中だった川崎ベル47G3B-KH4（JA7420）目的地の休耕田に着陸する際、土地の起伏と機長の不適切な操縦により横転、大破した。
- 1978年
  - 6月1日 - 大分県西国東郡香々地町で薬剤撒布を行っていた川崎ベル 47G3B-KH4（JA7377）が薬剤タンクフィルタの脱落によりテールローターを損傷、操縦不能となり山林に不時着、大破した。
  - 7月26日 - 宮城県柴田郡大河原町で薬剤撒布を行っていた川崎ベル47G3B-KH4（JA7498）が、異常音を発した後、操縦不能となって墜落、大破炎上した。機長が軽傷を負った。
  - 8月3日 - 岩手県下閉伊郡岩泉町で薬剤撒布を行っていた川崎ベル47G3B-KH4（JA7423）が特別高圧送電線に接触して墜落、大破した。機長が死亡した。
  - 9月11日 - 愛媛県上浮穴郡小田町で薬剤撒布を行っていた川崎ベル47G3B-KH4（JA7341）が夜間係留地へ移動中、濃霧により岩に接触して墜落、大破した。機長、整備士が重傷を負った。
  - 11月1日 - 愛知県南設楽郡鳳来町で資材運搬を行っていた富士ベル204B-2（JA9172）が着陸後、クラッチの不具合により衝撃が発生して中破した。
  - 1979年
  - 3月5日 - 愛知県海部郡鍋田村の鍋田干拓地でオートローテーションの訓練を行っていたヒューズ269C（JA7580）がハードランディングとなり中破した。
  - 3月15日 - 岡山空港でオートローテーションの訓練を行っていた川崎ベル47G-2A（JA7351）がテールローターを地面に接触して中破した。
  - 7月3日 - 愛知県海部郡十四山村で試験飛行を行っていたセスナ 404（JA5262）がエンジン不調となり水田に不時着、大破した。機長と同乗者1名が重傷、他の同乗者2名が軽傷を負った。
- 1980年8月7日 - 新潟県上越市で薬剤撒布を行っていたベル206B（JA9245）が高圧線に接触して墜落、大破した。機長が重傷を負った。
- 1981年2月22日 - 小松空港から新潟空港へ向かっていたベル206B（JA9220）が新潟空港着陸時にエンジンが停止したためハードランディングとなり、中破した。
- 1982年6月5日 - 栃木県下都賀郡大平町で薬剤撒布を行っていたベル47G4A（JA7633）が高圧線に接触して墜落、大破した。機長が軽傷を負った。
- 1984年11月11日 - 北海道虻田郡倶知安町で資材運搬を行っていた富士ベル204B（JA9078）が地上のシートをテールローターに巻き込み墜落、大破した。機長と整備士のうち整備士が重傷を負った。
- 1985年8月8日 - 岩手県胆沢郡金ケ崎町で薬剤撒布を行っていたベル47G4A（JA7634）が送電線を避けようとして墜落、大破した。
- 1986年
  - 5月17日 - 名古屋空港で試験飛行を行っていたヒラーUH-12E（JA9261）が着陸の際、不安定な気流への不適切な操縦により、ハードランディングとなり大破した。
  - 7月30日 - 北海道虻田郡倶知安町で移動中だった富士ベル204B-2（JA9172）がテールローターの駆動系破損により操縦不能となり墜落、大破した。搭乗していた4名のうち、整備員1名が重傷、機長、整備士が軽傷を負った。
  - 9月25日 - 北海道樺戸郡新十津川町で資材運搬を行っていたベル214B（JA9293）がエンジン不具合により雑木林に不時着、横転大破した。機長、整備士が重傷を負った。
- 1987年
  - 5月27日 - 長野県茅野市の赤岳山頂で物資輸送を行っていたSA315BアルウエットIII（JA9400）が地上に置かれていた吊り荷にスキッドが引っかかり墜落、大破した。機長が軽傷を負った。
  - 8月6日 - 宮城県栗原郡若柳町で薬剤撒布を行っていたベル206B（JA9123）が移動のため離陸した際、盛り土に接触して墜落、大破した。機長、整備士2名が軽傷を負った。
- 1988年7月17日 - 秋田県平鹿郡雄物川町で薬剤撒布を行っていたベル206B（JA9271）が同じく薬剤撒布を行っていた日本農林ヘリコプターのヒューズ369D（JA9380）と空中衝突して両機は墜落、大破した。日本農林ヘリコプター機の機長は死亡、中日本航空機の機長は重傷を負った。
- 1990年8月18日 - 岐阜県郡上郡美並村で薬剤撒布を行っていた川崎ベル47G3B-KH4（JA7486）が高圧線に接触して墜落、大破した。機長が重傷を負った。
- 1991年
  - 4月27日 - 愛知県刈谷市で宣伝飛行を行っていたセスナ172P（JA4075）が模型モーターグライダーと空中衝突して中破したが、名古屋空港へ帰投した。
  - 8月13日 - 北海道雨竜郡妹背牛町で薬剤撒布を行っていたAS350B（JA9403）が着陸して薬剤タンクの洗浄中、警備責任者がテールローターに接触して小破した。警備責任者は重傷を負った。
- 1993年8月15日 - 新潟県両津市で薬剤撒布を行っていたベル206B（JA9124）が重荷重状態での不適切な操縦により操縦不能となり民家の庭に墜落、大破した。
- 1996年8月1日 - 岩手県花巻市で薬剤撒布を行っていたベル206B（JA9425）が高圧線に接触して墜落、大破炎上した。機長が重傷を負った。
- 1997年9月18日 - 岐阜県揖斐郡春日村で資材運搬を行っていたベル214B（JA9202）がエンジン不具合により墜落、大破横転した。
- 2001年5月19日 - 三重県桑名市でそれぞれ訓練飛行中のAS332L1（JA6787）とセスナ172P（JA4201）が空中衝突し、両機とも墜落、大破した。セスナ胴体部は炎上し、民家2棟および車両を全焼した。ヘリ側は2名、セスナ側は4名の搭乗者全員が死亡、地上で1名が軽傷を負った[8]。
- 2002年11月5日 - 奈良県吉野郡川上村で木材搬出を行っていたAS350B3（JA021N）が吊り荷の動きにより姿勢を崩し墜落、大破炎上した。機長が軽傷を負った。
- 2003年10月29日 - 長崎県北松浦郡の鷹島の北西約2マイルの海上で、巡視飛行中だったガルフストリームコマンダー695（JA8826）が、急患輸送で災害派遣中だった海上自衛隊大村航空基地所属のSH-60J（JN8293）とニアミスした。最接近時の水平距離は約560mで高度はほぼ同じだった。
- 2004年3月7日 - 長野県木曽郡南木曽町で信越放送の取材飛行を行っていたAS355F1（JA9910）が高圧送電線に接触して墜落、大破炎上した。機長、整備士、記者、カメラマンの搭乗者全員が死亡した。
- 2010年7月28日 - 北海道松前郡福島町の岩部岳東方でセスナU206G（JA3902）が有視界飛行中の悪天候により墜落、大破した。機長と同乗者が死亡した。
- 2012年
  - 6月29日 - 静岡県榛原郡川根本町の長島ダムで中部地方整備局から運航を受託している災害対策用ヘリコプターベル412EP（JA6817）が着陸時にボルテックス・リング・ステートによりハードランディングとなった。機長が重傷、同乗者7名のうち1名が軽傷を負った。
  - 11月19日 - 滋賀県大津市の比良山地の釈迦岳でAS332L1（JA9965）が資材輸送を行っていた際、吊り荷と地上作業員が接触して滑落、負傷した。
- 2017年9月23日 - 高知県北川村小島の山中で飛行中のヘリコプターから直径5 - 25センチの砕石（総重量2.7トン）が落下。運輸安全委員会は重大インシデントにあたるとして、現地に調査官2人を派遣した[9]。

## 関連会社
- 日本救急医療ヘリコプター株式会社
- オールニッポンヘリコプター株式会社
- Geospatial System Pvt.Ltd.（ネパール）
- ジルコ株式会社
- デジタル・アース・テクノロジー株式会社
- 東邦航空株式会社